# Arnaud de Saleta
Arnaud de Saleta (Pau, 1540 - 1579 o 1594) fou un escriptor bearnès, membre d'una família important, fill d'un conseller i mestre de requestes de la reina de Navarra. Estudià dret però finalment exercí de pastor protestant des del 1567 a Orthez, tot i que el 1569 hagué de traslladar-se a Navarrenx i Lescar. Va acabar els seus dies a la cort de Caterina de Borbó, germana d'Enric IV de França.
Fou autor de la traducció dels Psalms a l'occità (1568) per encàrrec de Joana III de Navarra, editats el 1583 a Orthez: Los psalmes de David metuts en rima bernesa, de gran qualitat literària. Va ser el primer escriptor bearnès que emprà la llengua del país.